# 孫潤宇
孫 潤宇（そん じゅんう、1879年 – 1960年）は、中華民国の政治家・官僚・弁護士・画家・外交官。字は子涵。南京臨時政府で官歴を開始し、北京政府では国会議員や法制局長などを務めた。中華民国臨時政府や南京国民政府（汪兆銘政権）華北政務委員会でも各職を歴任している。

## 事績

### 南京臨時政府・北京政府時代の活動

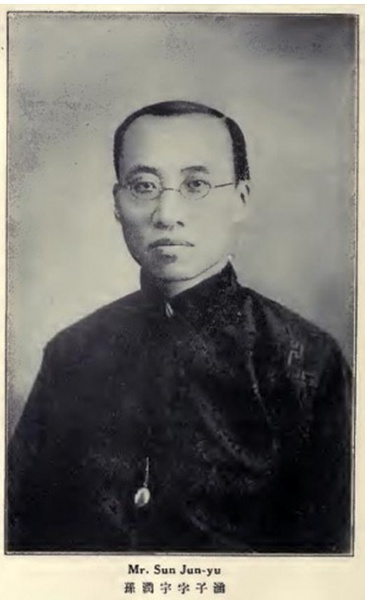
『中国名人録 第三版』（1925年）

清末に天津北洋大学予科を卒業。日本に留学し、1906年（光緒32年・明治39年）6月に法政大学法政速成科第二班を卒業した。なお、同期には汪兆銘（汪精衛）や李文範、胡漢民、古応芬、張一鵬らがいる。
中華民国成立直後の1912年（民国元年）2月より、南京臨時政府内務部で警務局長と警務学校校長を歴任した。翌1913年（民国2年）江蘇省で衆議院議員に当選し、国民党や民憲党に所属した。また、憲法起草委員の1人にもなっている。同年12月、日本へ派遣されて駐日大使館に赴任し、二等書記官と一等書記官を歴任した。
1916年（民国5年）の国会回復により孫潤宇は議員に返り咲き、憲政討論会に属した。1917年（民国6年）11月14日に成立した臨時参議院では江蘇省選出の議員となる。1918年（民国7年）8月12日からの安福国会でも、江蘇省から衆議院議員に選出された。
1924年（民国13年）5月6日、直隷派の国務院総理である孫宝琦の下で孫潤宇は国務院法制局長に就任し、同年9月14日には国務院秘書長も兼任した。その後、両職で兼任を解いたり再度兼任したりがあったが、1927年（民国16年）1月15日以後は法制局長専任となり、同年7月21日まで務めたと見られる（後任は許宝蘅）。

### 国民政府・親日政権での活動
北京政府崩壊後、孫潤宇は天津で弁護士を開業していたが、1935年（民国24年）6月に程克が天津市長になると、孫は市政府秘書長兼顧問に就任した。1937年（民国26年）4月、冀察政務委員会外交委員に任命されている。盧溝橋事件勃発後の8月1日、高凌霨が天津治安維持会を設立すると、孫も同委員会委員に選出された。
1937年12月14日に中華民国臨時政府が成立すると、高凌霨は河北省政府公署省長へと異動する。1938年（民国27年）1月6日、孫潤宇も同省政府公署総務庁長に任命された。3月26日、総務庁が廃止されたため、孫は同省公署秘書長に移る。翌1939年（民国28年）3月14日、高の河北省長辞任に従う形で、孫も秘書長を辞職した（後任は劉宗彝）。同年12月5日、華北礬土鉱業股份有限公司副董事長となる。また、中華民国維新政府外交部で顧問を務めた。
それからしばらく在野にあったものの、王揖唐が華北政務委員会委員長を退任したことに伴う大幅な人事刷新により、1943年（民国32年）2月11日、孫潤宇は内務総署署長（内務総署督弁：斉燮元）に任命されて政界に復帰する。しかし、同年11月11日の華北政務委員会改組に伴い内務総署は廃止され、孫も罷免された。1944年（民国33年）1月17日時点では、孫は華北電影股份有限公司董事長を務めている。
日本敗戦後における孫潤宇の動向は不詳である。なお、孫が漢奸として逮捕・訴追されたとの情報は見当たらない。没年についてだけは1960年とされている。享年82。

### 文化人としての活動
孫潤宇は天津絵画界の国画家としても知られ、20世紀前半には画学研究会や湖社などの画家団体で活動している。